# 神戸女子大学の人物一覧
神戸女子大学の人物一覧（こうべじょしだいがくのじんぶついちらん）は、神戸女子大学に関係する人物の一覧記事。

## 歴代理事長
- 貝原俊民 - 元理事長

## 著名な教職員
- 新谷琇紀 - 彫刻家
- 丹生谷哲一 - 歴史学者（日本中世史）
- 松下孝昭 - 歴史学者（日本近現代史）
- 小林善文 - 歴史学者（中国近現代教育史）
- 三枝成彰 - 客員教授、作曲家
- 米田雄介 - 歴史学者、前正倉院事務所長
- 田中敬子 - ピアニスト

## 出身者
- 糸永直美 - 広島テレビ社員（元アナウンサー）
- 永瀬沙世 - 写真家
- 植万由香 - 山梨放送アナウンサー
- 左右田禎子 - KFB福島放送アナウンサー（元日本海テレビアナウンサー→社員）
- 熊元プロレス - 芸人、紅しょうが